# 泽普园艺场
泽普园艺场，是中华人民共和国新疆维吾尔自治区喀什地区泽普县下辖的一个乡镇级行政单位。

## 行政区划
泽普园艺场下辖以下地区：
泽普县园艺场虚拟村。